# Halyna Kuzmenková
Halyna Kuzmenková, ukrajinsky Галина Андріївна Кузьменко (28. prosince 1892 Piščanyj brid, ukrajinsky Піщаний Брід, Ukrajina – 23. března 1978 Taraz, Kazachstán), byla revolucionářka a anarchistka, manželka Nestora Machna.

## Život
Narodila se v roce 1892 v obci Piščanyj brid, v rodině četníka v Dobrovelyčkivce (ukrajinsky Добровеличківка) , bývalého rolníka. V roce 1910 absolvovala 6. třídu ženského gymnázia. Na podzim roku 1911 vstoupila v Dobrovelyčkivce do ženského učitelského semináře, který absolvovala se zlatou medailí. Od roku 1916 začala pracovat jako učitelka ve škole v Dobrovelyčkivce. Ve městě se stala známou jako ukrajinská patriotka s anarchistickými sklony. Viktor Belaš ji popsal jako „neúnavnou ochránkyni žen“.
Na podzim roku 1918 se stala manželkou Nestora Machna. Na podzim 1919 byla zvolena předsedkyní Svazu učitelů machnovské republiky.
V srpnu 1921 manželé Machnovi uprchli do Rumunska, odkud odešli do Polska. 25. září 1923 byli manželé Machnovi zatčeni polskými úřady a postaveni před soud na základě obvinění z přípravy povstání v Haliči s cílem vybudovat zde anarchosovětský stát. Soud je však zprostil viny a Machno, jeho manželka a dcera Elena (1922-1993) se v roce 1924 přestěhovaly nejprve do Německa a poté do Paříže.
Téměř 10 let žili ve Vincennes u Paříže. Žili skromně, neustále zažívali materiální nouzi. Pracovala jako pradlena v jednom z penzionů pro ruské emigrantky. Spolupracovala s deníkem „Українські вісті“, nějakou dobu vedla kurzy ukrajinského jazyka, pracovala jako sekretářka v organizaci „Союз Українських Громадян у Франції“. V roce 1934 Nestor Machno zemřel ve věku 45 let na tuberkulózu.
Během druhé světové války a německé okupace Francie odešla dcera Olena do Německa, kde pracovala pro Siemens. Halyna Kuzmenková se za ní přestěhovala, pokusila se získat práci v několika různých továrnách, ale pracovní podmínky byly příliš obtížné.
V srpnu 1945 byly obě zatčeny sovětskými úřady. Byli posláni do Kyjeva, kde byla v červenci 1946 Halyna Kuzmenková odsouzena k 8 letům vězení za účast v machnovském hnutí (její dcera Olena byla odsouzena k 5 letům exilu). Halyna Kuzmenková byla vězněna v Dubravlagu.
Byla propuštěna na amnestii v roce 1954. Poté Halyna Kuzmenková a její dcera žila ve městě Džambul v Kazašské sovětské socialistické republice. Halyna Kuzmenková několikrát přišla do Huljajpole za příbuznými.